# Phyllonorycter incurvata
Phyllonorycter incurvata är en fjärilsart som först beskrevs av Edward Meyrick 1916.  Phyllonorycter incurvata ingår i släktet guldmalar, och familjen styltmalar. Inga underarter finns listade i Catalogue of Life.